# Рудник Кетменчі
Рудник Кетменчі – гірничодобувний майданчик в центральній частині Узбекистану на південний схід від міста Навої у регіоні Зірабулак-Зіраетдинських гір.
Розробку родовища Кетменчі організували через Південне рудоуправління Навоїйського гірничо-металургійного комбінат (НГМК), у складі якого в 1975-му створили рудник «Кетменчі». При цьому за одними даними роботи на родовищі почались ще в 1973-му, тоді як за іншими видобуток методом підземного свердловинного вилуговування стартував в 1978-му.
Відносно глибини проведення робіт відомо, що один з продуктивних пластів залягає на глибинах від 250 до 300 метрів.
Станом на першу половину 2020-х розробка Кетменчі все ще продовжувалась, при цьому в 2020-му урановий напрямок НГМК виділили в окреме державне підприємство «Навоїуран», що, зокрема, має у своєму складі виробничу ділянку «Нурабад» та потужності з виробництва закису-окису урану колишнього Гідрометалургійного заводу № 1 (ГМЗ-1) у Навої.
Є відомості, що за запасами урану родовище Кетменчі належить до діапазону 10000 – 25000 тонн цільового компоненту.